# ジェームズ・デモナコ
ジェームズ・デモナコ（James DeMonaco、1969年 - ）は、アメリカ合衆国の映画監督、脚本家である。

## 経歴
ブルックリン区に生まれ、スタテン・アイランドで育った。ニューヨーク大学を卒業した。
1996年、フランシス・フォード・コッポラ監督の『ジャック』の脚本をゲイリー・ナデューと共同執筆する。1998年には、F・ゲイリー・グレイ監督の『交渉人』の脚本をケヴィン・フォックスと共同執筆した。2005年、ジャン＝フランソワ・リシェ監督の『アサルト13 要塞警察』の脚本を手がける。
2009年、『ニューヨーク、狼たちの野望』で映画監督デビューを果たす。2013年、イーサン・ホーク主演の『パージ』を監督する。2014年、フランク・グリロ主演の『パージ:アナーキー』を監督する。

## フィルモグラフィー

### 映画
- ジャック Jack （1996年） - 脚本
- 交渉人 The Negotiator （1998年） - 脚本
- アサルト13 要塞警察 Assault on Precinct 13 （2005年） - 脚本
- スキンウォーカーズ エクリプス Skinwalkers （2006年） - 脚本
- ニューヨーク、狼たちの野望 Staten Island （2009年） - 監督・脚本
- パージ The Purge （2013年） - 監督・脚本
- パージ:アナーキー The Purge: Anarchy （2014年） - 監督・脚本
- パージ:大統領令 The Purge: Election Year （2016年） - 監督・脚本
- パージ:エクスペリメント The First Purge （2018年） - 脚本・製作総指揮
- フォーエバー・パージ The Forever Purge （2020年） - 脚本・製作

### テレビドラマ
- ライアン 若き巡査の誇り Ryan Caulfield: Year One （1999年） - 製作総指揮
- キル・ポイント The Kill Point （2007年） - 脚本・製作総指揮
- クラッシュ Crash （2009年） - 脚本・製作総指揮
- ホーンテッド：衝撃の超常現象 Haunted（2018-2019年） - 製作総指揮
- パージ The Purge（2018-2019年） - 企画・製作総指揮・原案・脚本